# Känslomässig distans
Känslomässig distans är en populärpsykologisk term som syftar på det oengagemang eller den spelade självbehärskad, en person använder sig av för att slippa ta itu med jobbiga känslor.